# جوليان فرنانديز
جوليان فرنانديز (بالإسبانية: Julián Fernández)‏ (18 يونيو 1989 قرطبة الأرجنتين - ) هو لاعب كرة قدم أرجنتيني يلعب كمدافع.

## روابط خارجية
- جوليان فرنانديز على موقع قاعدة بيانات كرة القدم.إي يو (الإنجليزية)
- جوليان فرنانديز على موقع Soccerway.com (الإنجليزية)